# Дисциплинарно формирование
Дисциплинарното формирование (например рота или батальон), на военен жаргон дисцип, е наказателно военно формирование във въоръжените сили на някои страни, включително Русия, България до 1990 г.
В такива формирования отслужват срока на присъдите си военнослужещи (включително курсанти и школници от военни учебни заведения), осъдени за престъпления по време на военната служба. Наказанието не се отбелязва в свидетелството за съдимост. В дисцип са изтърпявани присъди за затвор до 2 години, по-дългосрочните са изкарвани в граждански затвор.
Войниците и сержантите са изпращани в отделни дисциплинарни формирования за изтърпяване на наказателни присъди. След изтърпяване на наказание в дисциплинарно формирование военнослужещите, които са завършили военната си служба, по документи нямат съдимост (тоест не се посочва присъда).